# Аденантос
Аденантос (лат. Adenanthos) — род растений семейства протейных.

## Ареал
Из 33 видов аденантоса, 31 произрастает только в Западной Австралии, лишь ареал двух видов простирается на восток до Южной Австралии и штата Виктория.

## Описание рода
Аденантосы, в зависимости от вида и условий произрастания, кустарники или небольшие деревца.

## Применение
Аденантос широко распространён в мире как декоративное растение, в более холодном климате выращивается в оранжереях и комнатных условиях.

## Виды
По информации базы данных The Plant List, род включает 36 видов:
- Adenanthos acanthophyllus A.S.George
- Adenanthos apiculatus R.Br.
- Adenanthos argyreus Diels & E.Pritz.
- Adenanthos barbiger Lindl.
- Adenanthos cacomorphus E.C.Nelson
- Adenanthos cuneatus Labill.
- Adenanthos cunninghamii Meisn.
- Adenanthos cygnorum Diels & E.Pritz.
- Adenanthos detmoldii F.Muell.
- Adenanthos dobagii E.C.Nelson
- Adenanthos dobsonii F.Muell.
- Adenanthos drummondii Meisn.
- Adenanthos ellipticus A.S.George
- Adenanthos eyrei E.C.Nelson
- Adenanthos filifolius Benth.
- Adenanthos flavidiflorus F.Muell.
- Adenanthos forrestii F.Muell.
- Adenanthos glabrescens E.C.Nelson
- Adenanthos gracilipes A.S.George
- Adenanthos ileticos E.C.Nelson
- Adenanthos intermedius Ostenf.
- Adenanthos intricatus Gardner
- Adenanthos labillardierei E.C.Nelson
- Adenanthos linearis Meisn.
- Adenanthos macropodianus E.C.Nelson
- Adenanthos meisneri Lehm.
- Adenanthos obovatus Labill.
- Adenanthos oreophilus E.C.Nelson
- Adenanthos pamelus E.Nelson
- Adenanthos pungens Meisn.
- Adenanthos sericeus Labill.
- Adenanthos strictus A.S.George
- Adenanthos teges A.S.George
- Adenanthos terminalis R.Br.
- Adenanthos velutinus Meisn.
- Adenanthos venosus Meisn.

## Галерея

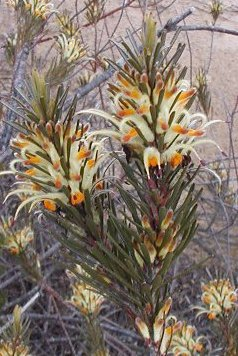
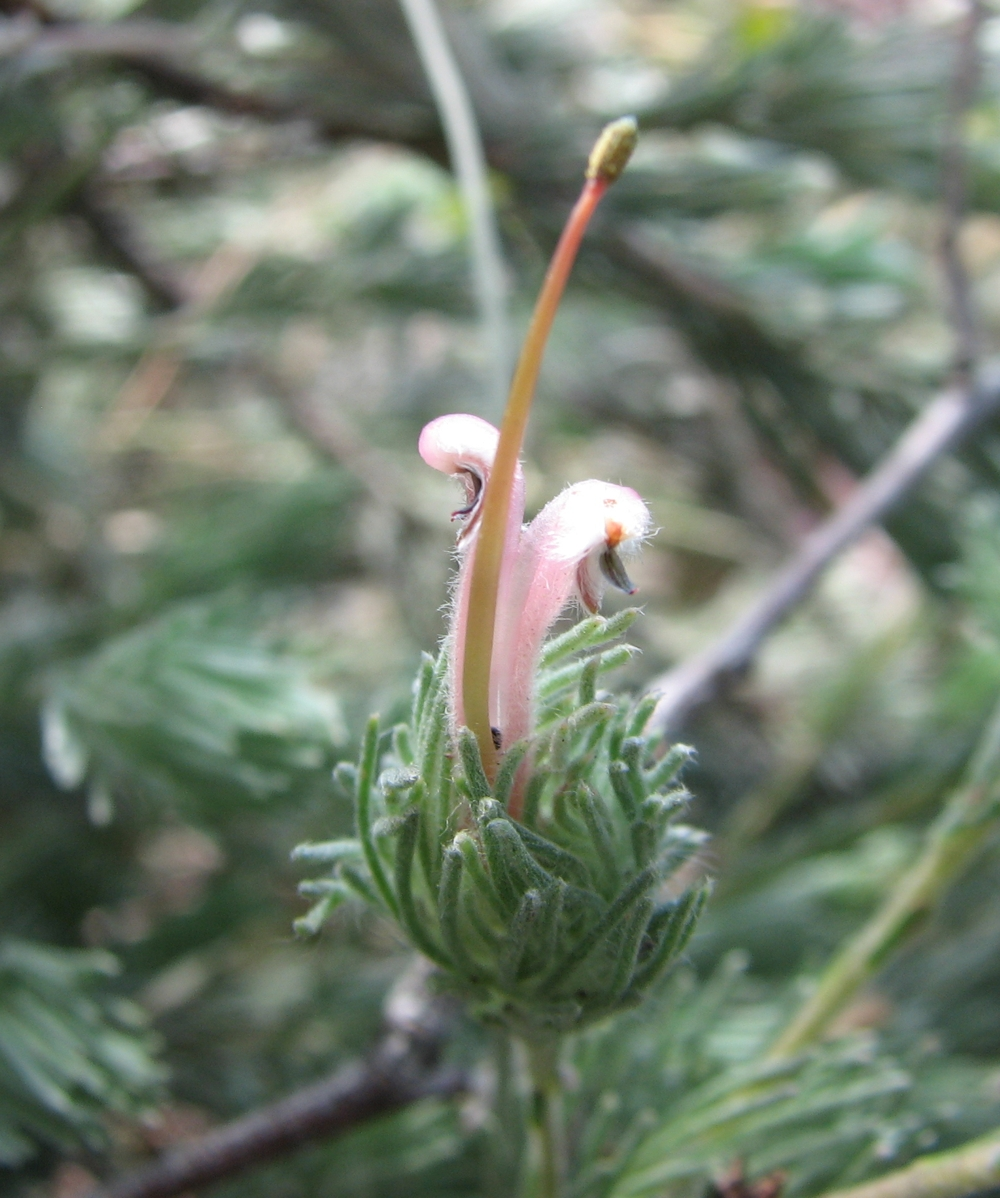
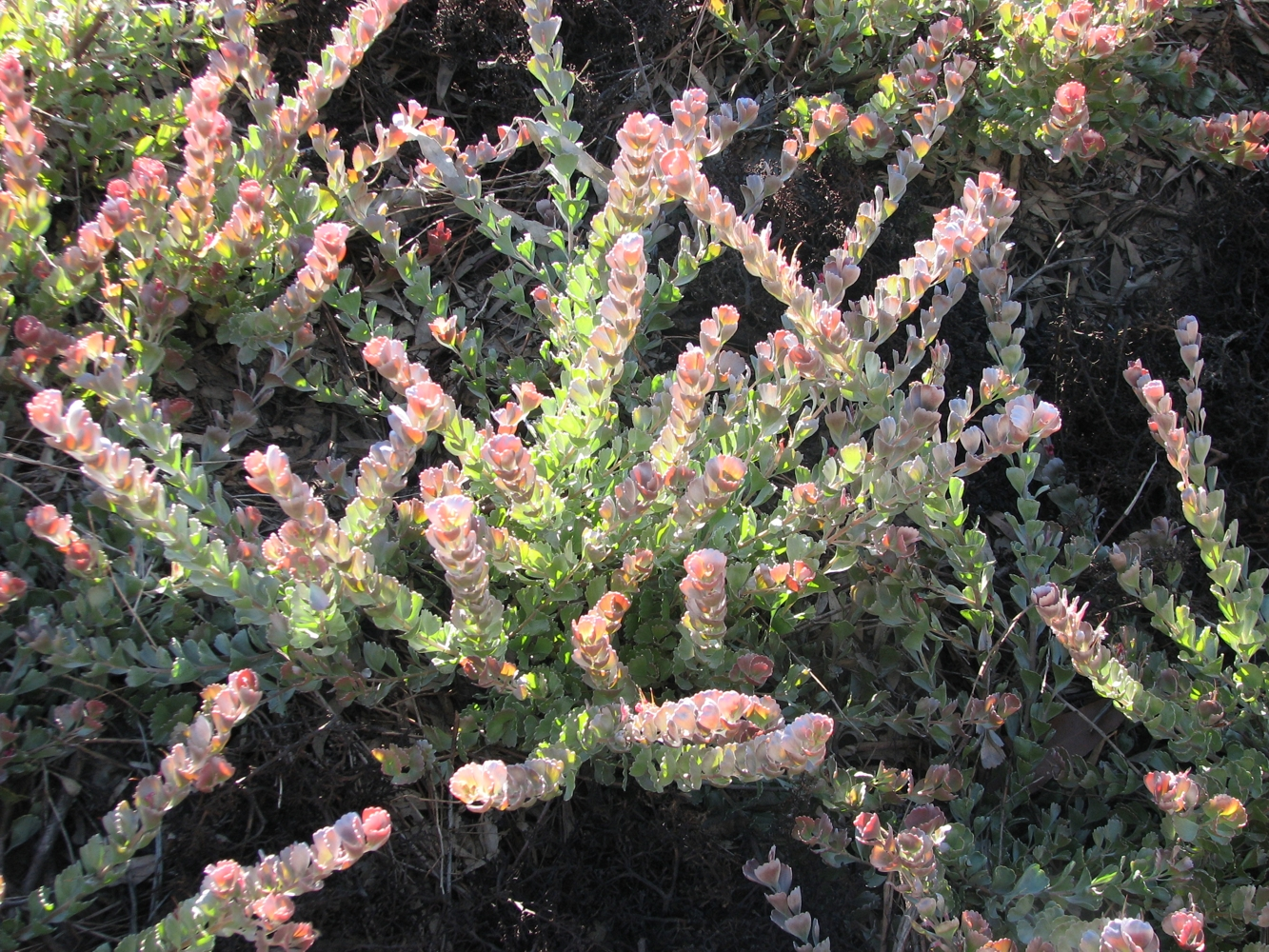
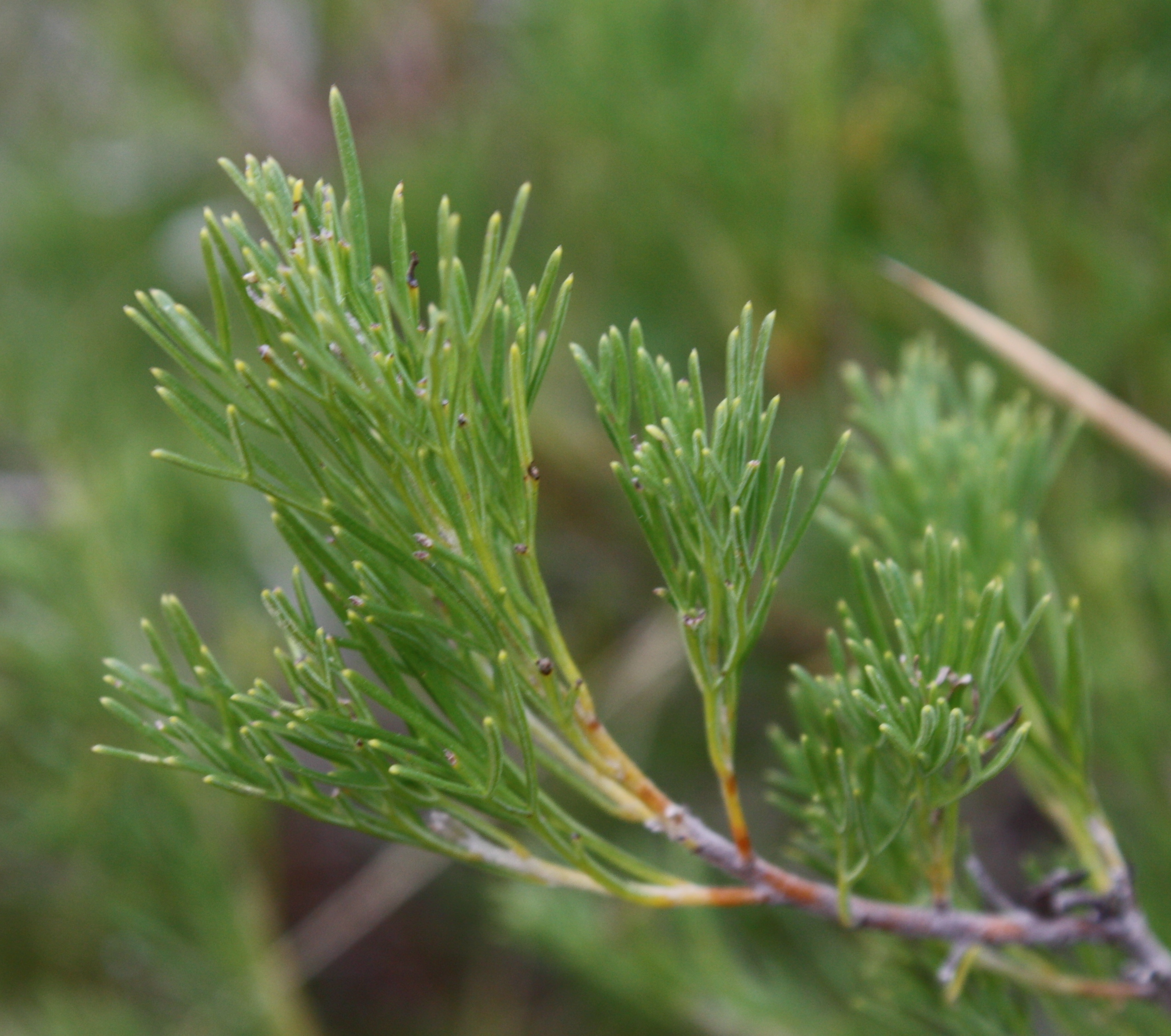